# 海伦三角形
海伦三角形是边长和面积都是有理数的三角形。

## 性质
任何边长为勾股数组的三角形都是海伦三角形，因为边长都是整数，而它的面积是两个直角边的积的一半，所以是有理数。 

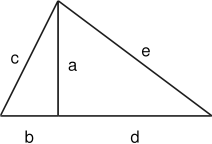
边长为c、e和b + d，高为a的三角形

一个不含直角的海伦三角形的例子，是边长为5、5和6的三角形，它的面积是12。这个三角形可由两个边长为3、4和5的直角三角形拼合而成。这种方法一般都是有效的。我们取两个边长分别为（a，b，c）和（a，d，e）的直角三角形，并把它们拼合起来，便得到一个边长为c、e和b + d的三角形，其面积为：
{\displaystyle A={\frac {1}{2}}(b+d)a}
那么是不是任何海伦三角形都可以由两个边长为整数的直角三角形拼合而成呢？答案是否定的。例如边长为0.5、0.5和0.6的海伦三角形，就不能分割成边长为整数的两个较小的三角形。边长为5、29、30的三角形（面积为72）也不行，因为它的任何一个高都不是整数。但是，任何海伦三角形都可以由两个边长为有理数的直角三角形拼合而成。

## 定理
给定一个海伦三角形，总可以把它分割成两个边长为有理数的直角三角形。
证明
考虑右面的图。不妨设b + d是最长的边。为了证明（a，b，c）和（a，d，e）是勾股数组，我们必须证明a、b和d是有理数。
由于三角形的面积为
{\displaystyle A={\frac {1}{2}}(b+d)a,}
则
{\displaystyle a={\frac {2A}{b+d}}}
它是有理数。我们还须证明b和d也是有理数。 
利用勾股定理，可知 
{\displaystyle a^{2}+b^{2}=c^{2}\,}
以及
{\displaystyle a^{2}+d^{2}=e^{2}.\,}
两式相减，得
{\displaystyle b^{2}-d^{2}=c^{2}-e^{2}\,}
或
{\displaystyle (b-d)(b+d)=c^{2}-e^{2}\,}
或
{\displaystyle b-d={\frac {c^{2}-e^{2}}{b+d}}.\,}
等式的右面是有理数，因为根据假设，c、e和b + d都是有理数。那么，b − d也是有理数。于是，b和d都是有理数。证毕。

## 海伦三角形的公式
利用以下的公式，可以得出所有的海伦三角形：
{\displaystyle a=n\,(m^{2}+k^{2})}
{\displaystyle b=m\,(n^{2}+k^{2})}
{\displaystyle c=(m+n)\,(mn-k^{2})}
其中{\displaystyle m,n,}和{\displaystyle k}是有理数。